# Froesiodendron
Froesiodendron is een geslacht uit de familie Annonaceae. De soorten uit het geslacht komen voor van in Colombia tot in Peru en in Noordwest-Brazilië.

## Soorten
- Froesiodendron amazonicum R.E.Fr.
- Froesiodendron longicuspe (R.E.Fr.) N.A.Murray
- Froesiodendron urceocalyx N.A.Murray